# Kitáb-i-Aqdas
O Kitáb-i-Aqdas (ou Aqdas) é o livro central da Fé Bahá'í, escrito por Bahá'u'lláh, fundador da religião. Foi escrito em árabe com o título em árabe: الكتاب الاقدس‎; romaniz.: al-Kitáb al-Aqdas, mas é conhecido por seu título em persa: كتاب اقدس‎; romaniz.: Kitáb-i-Aqdas. Também algumas vezes chamado de "Aqdas", "o Livro mais Sagrado" ou "o Livro das Leis".
Considerado pelos Bahá'ís como o principal livro dos ensinamentos da Fé, não sendo, entretanto, apenas um livro de leis, possuindo também conceitos éticos de indivíduos, grupos ou lugares. O Kitáb-i-Aqdas também discute o estabelecimento das instituições administrativas da Fé Bahá'í, bem como práticas religiosas, recomendações pessoais e sociais, exortações éticas, princípios sociais, diversas leis, obrigações, e profecias.

## Índice
O Kitáb-i-Aqdas é suplementado pelo
- "Perguntas e Respostas" ', que consiste em 107 perguntas submetidas a Bahá'u'lláh por Zaynu'l-Muqarrabin a respeito da aplicação das leis e das respostas de Bahá'u'lláh para aquelas perguntas.
- "Alguns Textos Suplementares Revelados por Bahá'u'lláh"
- "Sinopse e Codificação das Leis e Mandamentos", preparados por Shoghi Effendi
- Notas explicativas preparadas pela Casa Universal de Justiça

O livro foi dividido em seis temas principais no "Sinopse e Codificação" por Shoghi Effendi:
1. A nomeação de `Abdu'l-Bahá como o sucessor de Bahá'u'lláh e intérprete de seus ensinamentos.
2. Prenúncio da Instituição da Guardiania
3. A Instituição da Casa de Justiça
4. Leis, Mandamentos e Exortações.
5. Admoestações, Reeprensões e Advertências Específicas
6. Assuntos Diversos

Adiante, as leis foram dividas em quatro categorias:
A. Oração
B. Jejum
C. Leis de Caráter Pessoal
D. Leis, Mandamentos e Exortações Diversos

## Leis doKitáb-i-Aqdas
Algumas leis e ensinamentos do Kitáb-i-Aqdas, de acordo com os ensinamentos Bahá'ís, não são intencionados para serem aplicados no tempo presente; suas aplicações dependem nas decisões da Casa Universal de Justiça. Veja também Leis bahá'ís para leis em práticas nas comunidades Bahá'ís.

### Oração
Bahá'ís entre 15 a 70 anos de idade executam uma oração obrigatória diária, e podem escolher diariamente entre três deles, que são acompanhados dos rituais específicos, e precedidos por abluções. Durante a oração obrigatória os Bahá'ís se direcionam ao Qiblih, que é o Santuário de Bahá'u'lláh em Bahji. As pessoas estão isentas das orações obrigatórias quando estiverem doente, em perigo, ou as mulheres durante seus períodos.
A oração congregacional é proibida, com exceção no caso das Orações aos Mortos.

### Jejum
O jejum Bahá'í  é realizado do nascer do sol ao  pôr-do-sol no mês Bahá'í de `Alá' de 2 de Março até 20 de Março. Durante esse tempo os Bahá'ís de boa saúde entre as idades de 15 a 70 anos abstêm-se de se alimentar e beber.  As isenções para o jejum são para as pessoas que estão viajando, doentes, grávidas, nutrindo, menstruando, ou comprometidos a trabalhos pesados.  Declarar jejuar fora do período prescrito do jejum é permissível, e encorajado quando for feito em benefício à humanidade.

### Leis de Caráter Pessoal

#### Casamento e Divórcio
No Kitáb-i-Aqdas o casamento é fortemente recomendado, porém não obrigatório. De acordo com os ensinamentos Bahá'ís, a sexualidade é tida como natural e uma extensão do casamento. Entretanto, as relações sexuais são permitidas somente entre homens e mulheres casados. Isto infere a proibição do casamento homossexual ou a poligamia ou qualquer outra relação sexual fora do casamento.
Os Bahá'ís podem casar quando atingem a idade da maturidade (que se fixou em 15 anos), sendo que as leis civis de cada país devem ser obedecidas. É necessário também o consenso dos pais biológicos de ambos os nubentes para que se casem. Para que se realize o casamento, é também requisitado que se pague um dote (do noivo para a noiva) de 19 meticais em puro ouro, o mesmo valor se fixa para os habitantes das aldeias, mas em prata. O casamento inter-religioso é permitido e incentivado.
O divórcio é permitido, embora desencorajado, é concedido após um ano de separação, se o par for incapaz de reconciliar suas diferenças.
Ver também: Homossexualidade e a Fé Bahá'í

#### Herança
No Kitáb-i-Aqdas está mencionado que todos os Bahá'ís devem escrever seu testamento.  As outras leis Bahá’í de herança no Kitáb-i-Aqdas aplica-se apenas no caso, em que o indivíduo morre sem deixar um testamento.  O sistema de herança prevê a distribuição da propriedade de quem falece entre sete categorias de herdeiros: crianças, esposo, pai, mãe, irmãos, irmãs, e professores com as categorias mais elevadas obtêm uma parte maior. Nos casos onde algumas das categorias do herdeiro não existem a parte cai em parte às crianças e à Assembléia Espiritual Local.

### Outros
Uma lista mais completa pode ser encontrada em Leis bahá'ís